# Olympische Sommerspiele 1984/Wasserspringen
Bei den XXIII. Olympischen Sommerspielen 1984 in Los Angeles fanden vier Wettbewerbe im Wasserspringen statt, je zwei für Frauen und Männer. Austragungsort war das Schwimmstadion auf dem Campus der University of Southern California.

## Bilanz

### Medaillenspiegel

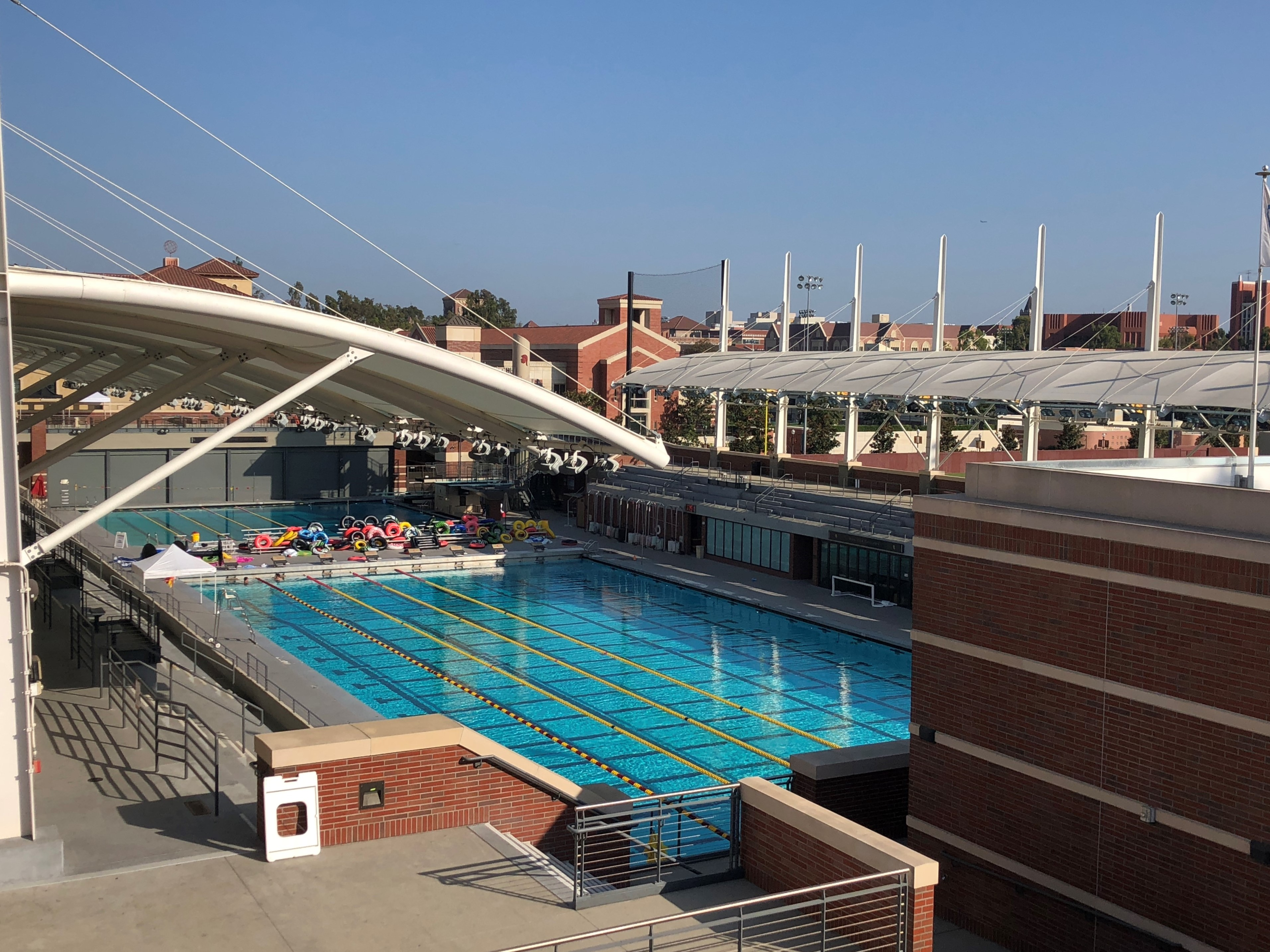
Schwimmstadion

| Platz | Land               | Gold | Silber | Bronze | Gesamt |
| ----- | ------------------ | ---- | ------ | ------ | ------ |
| 1     | Vereinigte Staaten | 2    | 3      | 3      | 8      |
| 2     | China              | 1    | 1      | 1      | 3      |
| 3     | Kanada             | 1    | –      | –      | 1      |

### Medaillengewinner
| Konkurrenz        | Gold          | Silber        | Bronze          |
| ----------------- | ------------- | ------------- | --------------- |
| Kunstspringen 3 m | Greg Louganis | Tan Liangde   | Ronald Merriott |
| Turmspringen 10 m | Greg Louganis | Bruce Kimball | Li Kongzheng    |

| Konkurrenz        | Gold           | Silber           | Bronze            |
| ----------------- | -------------- | ---------------- | ----------------- |
| Kunstspringen 3 m | Sylvie Bernier | Kelly McCormick  | Christina Seufert |
| Turmspringen 10 m | Zhou Jihong    | Michele Mitchell | Wendy Wyland      |

## Ergebnisse Männer

### Kunstspringen 3 m
| Platz | Land | Sportler          | Punkte |
| ----- | ---- | ----------------- | ------ |
| 1     | USA  | Greg Louganis     | 754,41 |
| 2     | CHN  | Tan Liangde       | 662,31 |
| 3     | USA  | Ronald Merriott   | 661,32 |
| 4     | CHN  | Li Hongping       | 646,35 |
| 5     | GBR  | Christopher Snode | 609,51 |
| 6     | ITA  | Piero Italiani    | 578,94 |
| 7     | FRG  | Albin Killat      | 569,52 |
| 8     | AUS  | Steve Foley       | 561,93 |
|       |      |                   |        |
| 10    | FRG  | Dieter Dörr       | 549,33 |

Datum: 7. und 8. August 1984 

30 Teilnehmer aus 19 Ländern

### Turmspringen 10 m
| Platz | Land | Sportler          | Punkte |
| ----- | ---- | ----------------- | ------ |
| 1     | USA  | Greg Louganis     | 710,91 |
| 2     | USA  | Bruce Kimball     | 643,50 |
| 3     | CHN  | Li Kongzheng      | 638,28 |
| 4     | CHN  | Tong Hui          | 604,77 |
| 5     | FRG  | Albin Killat      | 551,97 |
| 6     | FRG  | Dieter Dörr       | 536,07 |
| 7     | GBR  | Christopher Snode | 524,40 |
| 8     | CAN  | David Bédard      | 518,13 |

Datum: 11. und 12. August 1984 

26 Teilnehmer aus 18 Ländern

## Ergebnisse Frauen

### Kunstspringen 3 m
| Platz | Land | Sportlerin        | Punkte |
| ----- | ---- | ----------------- | ------ |
| 1     | CAN  | Sylvie Bernier    | 530,70 |
| 2     | USA  | Kelly McCormick   | 527,46 |
| 3     | USA  | Christina Seufert | 517,62 |
| 4     | CHN  | Li Yihua          | 506,52 |
| 5     | CHN  | Li Qiaoxian       | 487,68 |
| 6     | MEX  | Elsa Tenorio      | 463,56 |
| 7     | ZIM  | Lesley Smith      | 451,89 |
| 8     | CAN  | Debbie Fuller     | 450,99 |
|       |      |                   |        |
| 20    | FRG  | Kerstin Finke     | 393,93 |
| 21    | AUT  | Nicole Kreil      | 382,68 |

Datum: 5. und 6. August 1984 

24 Teilnehmerinnen aus 18 Ländern

### Turmspringen 10 m
| Platz | Land | Sportlerin        | Punkte |
| ----- | ---- | ----------------- | ------ |
| 1     | CHN  | Zhou Jihong       | 435,51 |
| 2     | USA  | Michele Mitchell  | 431,19 |
| 3     | USA  | Wendy Wyland      | 422,07 |
| 4     | CHN  | Chen Xiaoxia      | 419,76 |
| 5     | AUS  | Valerie Beddoe    | 388,56 |
| 6     | CAN  | Debbie Fuller     | 371,49 |
| 7     | MEX  | Elsa Tenorio      | 360,45 |
| 8     | MEX  | Guadalupe Canseco | 352,89 |
|       |      |                   |        |
| 11    | FRG  | Kerstin Finke     | 325,47 |
| 16    | FRG  | Elke Heinrichs    | 320,07 |
| 20    | AUT  | Nicole Kreil      | 277,92 |

Datum: 9. und 10. August 1984 

21 Teilnehmerinnen aus 14 Ländern